# 植村謙二郎
植村 謙二郎（うえむら けんじろう、1914年（大正3年）1月3日 - 1979年（昭和54年）4月3日）は、日本の俳優。東京府豊多摩郡内藤新宿町（現在の東京都新宿区）出身。

## 来歴・人物

### 役者への道、そして徴兵
1932年（昭和7年）に東京府立第六中学校を卒業後、日本俳優学校に二期生として入学。尾上菊五郎の下で演技の修行を積み、新興キネマに入所。1936年（昭和11年）6月公開の『街の姫君』で俳優の仲間入りを果たす。以降、新興キネマが大日本映画に合併される1942年（昭和17年）までの間に70本以上の作品に出演した。
合併後は大日本映画専属となるが、当時の日本が戦火の渦中にあったことから、間もなく南方戦線に召集される。

### 終戦…映画からテレビへ
1945年（昭和20年）、終戦によって植村は大映（大日本映画）に復帰、ここでは戦争の爪痕を引きずった役や、当時の大映の基本路線であった多数のサスペンス作品で活躍した。
1954年（昭和29年）、映画製作を再開した日活に移籍。ここでもバイプレイヤーとしての才能を発揮し、アクションものでは黒幕役を演ずるようになる。映画産業が斜陽化した1960年代後半からはテレビドラマに活動の比重を置き、父親・老人役の常連として多くの作品に出演した。同期には里木佐甫良、山形勲、三津田健、加藤嘉がいた。
1979年（昭和54年）4月3日、十二指腸穿孔のため死去。65歳没。

## 主な出演作品

### 映画
- 大地の愛（1936年、新興キネマ）
- さらば外人部隊（1936年、新興キネマ）
- 愛の山河（1937年、新興キネマ）
- せつなき心（1938年、新興キネマ）
- 鉄窓の応召兵（1939年、新興キネマ）
- 家庭の秘密（1940年、新興キネマ）
- 太陽先生（1941年、新興キネマ）
- 春遠からじ（1942年、新興キネマ）
- 風雪の春（1943年、大映）
- パレットナイフの殺人（1946年、大映）
- 轟先生（1947年、大映）
- 夜のプラットフォーム（1948年、大映）
- 野良犬（1949年、新東宝）
- 静かなる決闘（1949年、大映）
- 虹男（1949年、大映）
- 流れる星は生きている（1949年、大映）
- 氷柱の美女（1950年、大映）
- 夜の未亡人（1951年、新東宝）
- 毒蛇島綺談 女王蜂（1952年、大映）
- 太平洋の鷲（1953年、東宝） - 作戦参謀[1]
- 地獄門（1953年、大映）
- 泥だらけの青春（1954年、日活）
- 透明人間（1954年、東宝） - 健[1]
- 姿三四郎（1955年、東映）
- 丹下左膳（1956年、日活）
- 最後の戦斗機（1956年、日活）
- 火の鳥 (1956年、日活)
- 洲崎パラダイス赤信号（1956年、日活）
- 幕末太陽伝（1957年、日活）
- 俺は待ってるぜ（1957年、日活）
- 女体棧橋（1958年、新東宝）
- 男のブルース（1958年、日活）
- 月光仮面 魔人の爪（1958年、東映）
- 少年探偵団 敵は原子潜航挺（1959年、東映）
- 東京の孤独（1959年、日活）
- 銀座旋風児 黒幕は誰だ（1959年、日活）
- ずべ公天使（1960年、東映）
- 赤い影の男（1961年、東映）
- 太平洋戦争と姫ゆり部隊（1962年、大映）
- 松本清張のスリラー 考える葉（1962年、東映）
- 暗黒街最後の日（1962年、東映）
- 暗黒街最大の決斗（1963年、東映）
- めくら狼（1963年、東映京都）
- 座頭市千両首（1964年、大映）
- 眠狂四郎円月斬り（1964年、大映）
- 博徒ざむらい (1964年)
- 無宿者仁義（1965年、東映）
- ギャング頂上作戦（1965年、東映）
- 破れ証文（1966年、大映）
- 兄弟仁義 続・関東三兄弟（1967年、東映）
- 博奕打ち 不死身の勝負（1967年、東映）
- ザ・スパイダースの大進撃（1968年、日活）
- 鮮血の賭場（1968年、日活）
- 侠花列伝 襲名賭博（1969年、日活）
- やくざ番外地 抹殺（1969年、日活）
- やくざの横顔（1970年、日活）
- 大幹部 ケリをつけろ（1970年、日活）
- 流血の抗争（1971年、日活）
- ザ・ヤクザ The Yakuza（1974年、ワーナー・ブラザース）

など 　

### テレビドラマ
- 鞍馬天狗（1956年、KR）
- 深川安楽亭（1957年、NHK）
- 今日は終りぬ（1959年、NTV）
- 黒い顔の男（1960年、NTV）
- 夫婦百景（1960年、NTV）
- ゼロの焦点（1961年、CX）
- 大菩薩峠（1961年、TBS）
- 恩讐の彼方に（1962年、NHK）
- 歪んだネクタイ（1962年、NET）
- 転落の詩集（1962年、NTV）
- 松本清張シリーズ・黒の組曲（NHK）
  - 第37話「噂始末」（1962年） - 堀田
  - 第45話「殺意」（1963年） - 杉山警部
- 全員降下せよ（1963年、KTV）
- 大河ドラマ（NHK）
  - 赤穂浪士（1964年） - 渋江伝蔵
  - 太閤記（1965年） - 馬場美濃守
  - 竜馬がゆく（1968年） - 森要蔵
  - 樅ノ木は残った（1970年） - 立花飛騨守
  - 国盗り物語（1973年） - 柘植清広
- 忍者部隊月光 第27・28話「鉄血まだら作戦 - 前・後篇 - 」（1964年、CX / 国際放映） - ダニエル
- 人生劇場（1965年、CX / 日本電波映画社）
- ある勇気の記録（1966年 - 1967年、NET / 東映）
- 三匹の侍（CX）
  - 第4シリーズ 第5話「二足の草鞋」（1966年） - 中林六平太
  - 第4シリーズ 第25話「闘い / 風の章」（1967年） - 今泉の黒兵衛
  - 第6シリーズ 第21話「女代官」（1969年） - 塩田の佐十
- 俺は用心棒 第1シリーズ 第8話「赤い提灯の下」（1967年、NET / 東映）
- ウルトラシリーズ
  - ウルトラセブン 第9話「アンドロイド0指令」（1967年、TBS / 円谷プロ） - おもちゃじいさん（チブル星人）
  - 帰ってきたウルトラマン 第33話「怪獣使いと少年」（1971年、TBS / 円谷プロ） - 金山十郎（メイツ星人）
- 風 第18話「過去からの呼出し状」（1968年、TBS / 松竹）
- 待っていた用心棒 第3話「吹きだまりの月」（1968年、NET / 東映）
- 昔三九郎 第3話「無理難題」（1968年、NTV / 三船プロ）
- ローンウルフ 一匹狼 第38・39話「長い夜の果てに（前・後編）」（1968年、NTV / 東映）
- 戦え! マイティジャック 第14話「炎の海を乗り越えろ!」（1968年、CX / 円谷プロ） - 小川隊員の父親
- 河童の三平 妖怪大作戦（NET / 東映）
  - 第12話「悪魔病院」（1968年）
  - 第19話「妖怪村の復讐鬼」（1969年）
- プレイガール（12ch / 東映）
  - プレイガール
    - 第14話「スリラー・女が骨まで愛すとき」（1969年）
    - 第45話「尼寺殺人事件」（1970年）  - 清造
    - 第76話「勇み肌きょうだい仁義」（1970年） - 村岡
    - 第99話「命知らず裸の妖精」（1971年）
    - 第223話「女の鍵は夜開く」（1973年） - 竜造
    - 第245話「裸女深海の決闘」（1973年） - 兼吉
    - 第245話「島育ちはだか仁義」（1973年） - 三島
    - 第249話「女の体は非常ベル」（1974年） - 横倉
    - 第278話「怪談・蝙蝠屋敷の怨霊」（1974年） - 山本信太郎

  - プレイガールQ
    - 第7話「恐怖のフラメンコ」（1974年） - 田所玄造
    - 第40話「暴力刑事罷り通る」（1975年） - 善助
    - 第61話「年忘れ脱ぎ脱ぎ作戦」（1975年） - 池山八造
- 東京バイパス指令 第13話「けものの街」（1969年、NTV / 東宝）
- 無用ノ介 第9話「やってきた無用ノ介」（1969年、NTV / 国際放映） - 暗夜剣
- 水戸黄門 （TBS / C.A.L）
  - 第1部 第9話「黄金の谷 -御油宿-」（1969年） - 堀内源太夫
  - 第3部 第25話「狙撃者 -天草-」（1972年） - 戸塚剛右衛門
- 鬼平犯科帳　第1シリーズ （1969-1970年、NET / 東宝）
  - 第7話「暗剣白梅香」（1969年）- 与平次
  - 第38話「敵（かたき）」（1970年）
  - 第39話「猿（ましら）の銀次郎」（1970年） - 房五郎
  - 第62話「罪ほろぼし」（1970年） - 研源（梶ヶ谷茂助）
- 特別機動捜査隊 第514話「三船刑事を殺せ」（1971年、NET / 東映） - 曽根
- 大江戸捜査網（12ch / 日活〜三船プロ）
  - 第35話「やくざ子守唄」（1971年）
  - 第77話「走れ!娘飛脚」（1972年） - 東海屋
  - 第135話「男の涙」（1974年） - 太田垣玄蕃
  - 第153話「花嫁暗殺計画」（1974年） - 土田主計
  - 第160話「反逆の女猫」（1974年） - 極楽亭の親爺
  - 第174話「命の鍵をあけろ!」（1975年） - 柳沢彦斎
  - 第184話「前科なき殺人者」（1975年） - 彫師
  - 第197話「流血の侍志願」（1975年） - 旗本・辻川
  - 第243話「哀しみの子連れ唄」（1976年） - 喜助
  - 第258話「逆転 父と娘の絆」（1976年） - 辰蔵親分
  - 第278話「影なき殺人者の謎」（1977年） - 仏の半兵衛
  - 第294話「流転！浮世絵の女」（1977年） - 佐野の漁師
  - 第312話「甦えった魂なき殺人者」（1977年） - 源兵衛
  - 第367話「遺産に群がる狐と狸」（1978年） - 霞の市兵衛改め淀屋伊三郎
- 荒野の素浪人 第14話「奇襲 女地獄牢」（1972年、NET / 三船プロ） - 東雲伊賀守
- 緊急指令10-4・10-10 第13話「海獣半魚人の反逆」（1972年、NET / 円谷プロ） - 大垣
- 快傑ライオン丸 第38話「ゴースンの秘密 怪人タツドロド」（1972年、CX / ピープロ） - 白垣幽斉
- 人造人間キカイダー 第23話「キイロアリジゴク三兄弟見参!」（1972年、NET / 東映） - 神父（キイロアリジゴク）
- 非情のライセンス 第1シリーズ 第17話「兇悪の友」（1973年、NET / 東映） - 岩倉
- 剣客商売 第21話 「逆転仇討ち」」（1973年、CX / 東宝 / 俳優座） - 大黒屋
- 寺内貫太郎一家2 第20話（1975年、TBS） - 後田英五郎
- 隠し目付参上（MBS / 三船プロ） 
  - 第4話「念には念を入れすぎたか」（1976年）
  - 第12話「白絹は血に染まったか」（1976年）
- 人魚亭異聞 無法街の素浪人（NET / 三船プロ）
  - 第6話「横浜コネクション」（1976年）
  - 第23話「さらばミスターの旦那」（1976年）
- 宇宙鉄人キョーダイン 第44話「剣には剣を! さらば弟よ」（1977年、MBS / 東映） - 鷲尾博士
- 江戸の鷹 御用部屋犯科帖 第5話「行方不明! 謎の60人」（1978年、ANB / 三船プロ）

など

### その他
- 新発田まつり（ゲストコメンテーター、BSN・新潟放送特別番組、1973年8月）

など

## 関連書籍
- 『日本映画スチール集 新興キネマ モダニズム篇』（立花忠男/編著、ワイズ出版、2002年1月） ISBN 4898301274